# Kalimagone cuspidata
Espèce
Kalimagone cuspidata est une espèce d'araignées aranéomorphes de la famille des Linyphiidae.

## Distribution
Cette espèce est endémique du Sabah en Malaisie. Elle se rencontre entre 1 540 et 2 590 m d'altitude sur le mont Kinabalu.

## Description
Le mâle paratype mesure 1,75 mm et la femelle paratype 1,88 mm.

## Publication originale
- Tanasevitch, 2017 : New genera and new species of the family Linyphiidae from Borneo, Sumatra and Java (Arachnida, Araneae). Revue Suisse de Zoologie, vol. 124, no 1, p. 141-155.